# Quiz & Larossi
Quiz & Larossi es el nombre artístico de los productores discográficos suecos Andreas Romdhane (a.k.a. Quiz) y Josef Larossi. Su estudio de grabación se ubica en el centro de Estocolmo, en Suecia y trabajan juntos desde 1999. 
Su carrera en conjunto se inició cuando empezaron a escribir canciones para Lutricia McNeal. 
Han escrito y producido canciones para una variedad ancha de cantantes y grupos como Aggro Santos, Pussycat Dolls, Westlife, Geri Halliwell, Diana Ross, Alexandra Burke, The Saturdays e Il Divo. 
Han tenido 6 números #1 en singles en el Reino Unido. 
Quiz & Larossi ha escrito 8 canciones para Il Divo en los últimos años, el número más elevado de canciones de cualquier otro compositor ha podido contribuir.   

## Canciones

### Il Divo
- Mama, para Il Divo, incluido en el disco Il Divo (2004).[1]
- Sei Parte Ormai Di Me, para Il Divo, incluido en el disco Il Divo (2004).
- Si tú me amas (If you love me) para Il Divo, incluido en el disco Ancora (2005).
- The Man You Love, para Il Divo, incluido en el disco Ancora (2005).
- Esisti dentro me, para el álbum de Il Divo, incluido en su disco Ancora (2005)
- Isabel, para Il Divo, incluido en el disco Ancora (2005).
- Una Noche, para Il Divo, incluido en el disco Siempre (2006).
- Enamorado, para Il Divo, incluido en el disco The Promise (2008).
- Angelina, para Il Divo, incluido en el disco The Promise (2008).
- La Luna, para Il Divo, incluido en el disco The Promise (2008).

### Otros
- "I will pray (Pregherò) - Giorgia & Alicia Keys
- "I Like It"-JLS
- "Another One" - Conor Maynard
- "Twilight" - Cover Drive
- "Make You Mine" (Additional production and remix) - Talay Riley
- "Don't Let Me Stop You" - Kelly Clarkson
- "Candy" - Aggro Santos featuring Kimberly Wyatt
- "Up" - The Saturdays (Chasing Lights)
- "Hallelujah" - Alexandra Burke
- "Hush Hush" - The Pussycat Dolls (Doll Domination)
- "Hero"  (with The X Factor Finalists 2008)
- "The Rose " - Westlife
- "Wake Up Call" - Hayden Panettiere
- "When You Tell Me That You Love Me" - Diana Ross
- "Ride It" - Geri Halliwell
- "Dont' Say Tt's Too Late - Westlife
- "Cradle" - Atomic Kitten
- "I Didn't Want You Anyway - Hear’Say
- "365 Days" - Lutricia McNeal
- "You Don't Love Me" - Stephanie McIntosh
- "Like U Like - Aggro Santos & Kimberley Walsh
- "Bombo" - Adelén
- "In Your Head" - Mohombi